# NHL Expansion Draft 2021/Geschützte Spieler
Dieser Artikel listet alle Spieler auf, die von ihren Teams für den NHL Expansion Draft 2021 geschützt wurden und somit nicht von den Seattle Kraken ausgewählt werden können. Die offiziellen Listen wurden am 18. Juli 2021 veröffentlicht.
Legende
Nat. = Nationalität; Pos. = Position mit G = Torhüter, D = Verteidiger, C = Center, LW = Linker Flügelstürmer, RW= Rechter Flügelstürmer
Spieler ist aufgrund einer No-Movement-Clause (NMC) geschützt

## Eastern Conference
| Nat.               | Spieler          | Pos. | Geburtsdatum  | in Org. seit |
| ------------------ | ---------------- | ---- | ------------- | ------------ |
| Tschechien         | Daniel Vladař    | G    | 20. Aug. 1997 | 2016         |
| Vereinigte Staaten | Brandon Carlo    | D    | 26. Nov. 1996 | 2016         |
| Vereinigte Staaten | Matt Grzelcyk    | D    | 5. Jan. 1994  | 2016         |
| Vereinigte Staaten | Charlie McAvoy   | D    | 21. Dez. 1997 | 2017         |
| Kanada             | Patrice Bergeron | C    | 24. Juli 1985 | 2003         |
| Vereinigte Staaten | Charlie Coyle    | C    | 2. März 1992  | 2019         |
| Kanada             | Jake DeBrusk     | LW   | 17. Okt. 1996 | 2015         |
| Vereinigte Staaten | Trent Frederic   | C    | 11. Feb. 1998 | 2018         |
| Kanada             | Brad Marchand    | LW   | 11. Mai 1988  | 2008         |
| Tschechien         | David Pastrňák   | RW   | 25. Mai 1996  | 2014         |
| Vereinigte Staaten | Craig Smith      | C    | 5. Sep. 1989  | 2020         |

| Nat.               | Spieler            | Pos. | Geburtsdatum  | in Org. seit |
| ------------------ | ------------------ | ---- | ------------- | ------------ |
| Schweden           | Linus Ullmark      | G    | 31. Juli 1993 | 2014         |
| Schweden           | Rasmus Dahlin      | D    | 13. Apr. 2000 | 2018         |
| Finnland           | Henri Jokiharju    | D    | 17. Juni 1999 | 2019         |
| Finnland           | Rasmus Ristolainen | D    | 27. Okt. 1994 | 2013         |
| Schweden           | Rasmus Asplund     | C    | 3. Dez. 1997  | 2018         |
| Vereinigte Staaten | Anders Bjork       | LW   | 5. Aug. 1996  | 2021         |
| Vereinigte Staaten | Jack Eichel        | C    | 28. Okt. 1996 | 2015         |
| Vereinigte Staaten | Casey Mittelstadt  | C    | 22. Nov. 1998 | 2018         |
| Schweden           | Victor Olofsson    | RW   | 18. Juli 1995 | 2018         |
| Kanada             | Sam Reinhart       | C    | 6. Nov. 1995  | 2014         |
| Vereinigte Staaten | Tage Thompson      | C    | 30. Okt. 1997 | 2018         |

| Nat.               | Spieler             | Pos. | Geburtsdatum  | in Org. seit |
| ------------------ | ------------------- | ---- | ------------- | ------------ |
| Vereinigte Staaten | Alex Nedeljkovic    | G    | 7. Jan. 1996  | 2015         |
| Vereinigte Staaten | Brett Pesce         | D    | 15. Nov. 1994 | 2015         |
| Vereinigte Staaten | Brady Skjei         | D    | 26. März 1994 | 2020         |
| Vereinigte Staaten | Jaccob Slavin       | D    | 1. Mai 1994   | 2015         |
| Finnland           | Sebastian Aho       | C    | 26. Juli 1997 | 2016         |
| Schweden           | Jesper Fast         | RW   | 2. Dez. 1991  | 2020         |
| Kanada             | Warren Foegele      | LW   | 1. Apr. 1996  | 2017         |
| Kanada             | Jordan Staal        | C    | 10. Sep. 1988 | 2012         |
| Russland           | Andrei Swetschnikow | RW   | 26. März 2000 | 2018         |
| Finnland           | Teuvo Teräväinen    | C    | 11. Sep. 1994 | 2016         |
| Vereinigte Staaten | Vincent Trocheck    | C    | 11. Juli 1993 | 2020         |

| Nat.               | Spieler            | Pos. | Geburtsdatum  | in Org. seit |
| ------------------ | ------------------ | ---- | ------------- | ------------ |
| Finnland           | Joonas Korpisalo   | G    | 28. Apr. 1994 | 2014         |
| Russland           | Wladislaw Gawrikow | D    | 21. Nov. 1995 | 2019         |
| Vereinigte Staaten | Seth Jones         | D    | 3. Okt. 1994  | 2016         |
| Vereinigte Staaten | Zach Werenski      | D    | 19. Juli 1997 | 2016         |
| Vereinigte Staaten | Cam Atkinson       | RW   | 5. Juni 1989  | 2011         |
| Danemark           | Oliver Bjorkstrand | RW   | 10. Apr. 1995 | 2013         |
| Kanada             | Boone Jenner       | C    | 15. Juni 1993 | 2012         |
| Finnland           | Patrik Laine       | RW   | 19. Apr. 1998 | 2021         |
| Schweden           | Gustav Nyquist     | RW   | 1. Sep. 1989  | 2019         |
| Vereinigte Staaten | Eric Robinson      | LW   | 14. Juni 1995 | 2018         |
| Vereinigte Staaten | Jack Roslovic      | C    | 29. Jan. 1997 | 2021         |

| Nat.               | Spieler           | Pos. | Geburtsdatum  | in Org. seit |
| ------------------ | ----------------- | ---- | ------------- | ------------ |
| Deutschland        | Thomas Greiss     | G    | 29. Jan. 1986 | 2020         |
| Tschechien         | Filip Hronek      | D    | 2. Nov. 1997  | 2016         |
| Vereinigte Staaten | Nick Leddy        | D    | 20. März 1991 | 2021         |
| Schweden           | Gustav Lindström  | D    | 20. Okt. 1998 | 2018         |
| Kanada             | Tyler Bertuzzi    | LW   | 24. Feb. 1995 | 2014         |
| Vereinigte Staaten | Adam Erne         | LW   | 20. Apr. 1995 | 2019         |
| Kanada             | Robby Fabbri      | C    | 22. Jan. 1996 | 2019         |
| Vereinigte Staaten | Dylan Larkin      | C    | 30. Juli 1996 | 2015         |
| Kanada             | Michael Rasmussen | C    | 17. Apr. 1999 | 2017         |
| Kanada             | Givani Smith      | RW   | 27. Feb. 1998 | 2016         |
| Tschechien         | Jakub Vrána       | LW   | 28. Feb. 1996 | 2021         |

| Nat.              | Spieler            | Pos. | Geburtsdatum  | in Org. seit |
| ----------------- | ------------------ | ---- | ------------- | ------------ |
| Russland          | Sergei Bobrowski   | G    | 20. Sep. 1988 | 2019         |
| Kanada            | Aaron Ekblad       | D    | 7. Feb. 1996  | 2014         |
| Schweden          | Gustav Forsling    | D    | 12. Juni 1996 | 2021         |
| Kanada            | MacKenzie Weegar   | D    | 7. Jan. 1994  | 2014         |
| Finnland Russland | Aleksander Barkov  | C    | 2. Sep. 1995  | 2013         |
| Kanada            | Sam Bennett        | C    | 20. Juni 1996 | 2021         |
| Kanada            | Anthony Duclair    | LW   | 26. Aug. 1995 | 2020         |
| Schweden          | Patric Hörnqvist   | RW   | 1. Jan. 1987  | 2020         |
| Kanada            | Jonathan Huberdeau | LW   | 4. Juni 1993  | 2013         |
| Kanada            | Mason Marchment    | LW   | 18. Juni 1995 | 2020         |
| Kanada            | Carter Verhaeghe   | C    | 14. Aug. 1995 | 2020         |

| Nat.               | Spieler            | Pos. | Geburtsdatum  | in Org. seit |
| ------------------ | ------------------ | ---- | ------------- | ------------ |
| Kanada             | Jake Allen         | G    | 7. Aug. 1990  | 2020         |
| Kanada             | Ben Chiarot        | D    | 9. Mai 1991   | 2019         |
| Kanada             | Joel Edmundson     | D    | 28. Juni 1993 | 2020         |
| Vereinigte Staaten | Jeff Petry         | D    | 9. Dez. 1987  | 2015         |
| Kanada             | Josh Anderson      | RW   | 7. Mai 1994   | 2020         |
| Finnland           | Joel Armia         | RW   | 31. Mai 1993  | 2015         |
| Kanada             | Jake Evans         | C    | 2. Juni 1996  | 2018         |
| Kanada             | Brendan Gallagher  | RW   | 6. Mai 1992   | 2011         |
| Finnland           | Jesperi Kotkaniemi | C    | 6. Juli 2000  | 2018         |
| Finnland           | Artturi Lehkonen   | LW   | 4. Juli 1995  | 2016         |
| Kanada             | Tyler Toffoli      | RW   | 24. Apr. 1992 | 2020         |

| Nat.               | Spieler               | Pos. | Geburtsdatum  | in Org. seit |
| ------------------ | --------------------- | ---- | ------------- | ------------ |
| Kanada             | Mackenzie Blackwood   | G    | 9. Dez. 1996  | 2018         |
| Kanada             | Ryan Graves           | D    | 21. Mai 1995  | 2021         |
| Kanada             | Damon Severson        | D    | 7. Aug. 1994  | 2012         |
| Schweiz            | Jonas Siegenthaler    | D    | 6. Mai 1997   | 2021         |
| Schweden           | Jesper Bratt          | LW   | 30. Juli 1998 | 2017         |
| Schweiz            | Nico Hischier         | C    | 4. Jan. 1999  | 2017         |
| Finnland           | Janne Kuokkanen       | C    | 25. Mai 1998  | 2020         |
| Kanada             | Michael McLeod        | C    | 3. Feb. 1998  | 2016         |
| Belarus            | Jahor Scharanhowitsch | C    | 6. Juni 1998  | 2018         |
| Vereinigte Staaten | Miles Wood            | LW   | 13. Sep. 1995 | 2016         |
| Tschechien         | Pavel Zacha           | C    | 6. Apr. 1997  | 2016         |

| Nat.               | Spieler             | Pos. | Geburtsdatum  | in Org. seit |
| ------------------ | ------------------- | ---- | ------------- | ------------ |
| Russland           | Semjon Warlamow     | G    | 27. Apr. 1988 | 2019         |
| Vereinigte Staaten | Scott Mayfield      | D    | 14. Okt. 1992 | 2013         |
| Kanada             | Adam Pelech         | D    | 16. Aug. 1994 | 2014         |
| Kanada             | Ryan Pulock         | D    | 6. Okt. 1994  | 2013         |
| Kanada             | Mathew Barzal       | C    | 26. Mai 1997  | 2016         |
| Kanada             | Anthony Beauvillier | LW   | 8. Juni 1997  | 2016         |
| Kanada             | Cal Clutterbuck     | RW   | 18. Nov. 1987 | 2013         |
| Vereinigte Staaten | Anders Lee          | C    | 3. Juli 1990  | 2013         |
| Kanada             | Matt Martin         | LW   | 8. Mai 1989   | 2018         |
| Vereinigte Staaten | Brock Nelson        | C    | 15. Okt. 1991 | 2012         |
| Kanada             | Jean-Gabriel Pageau | C    | 11. Nov. 1992 | 2020         |

| Nat.               | Spieler              | Pos. | Geburtsdatum  | in Org. seit |
| ------------------ | -------------------- | ---- | ------------- | ------------ |
| Russland Bulgarien | Alexander Georgijew  | G    | 10. Feb. 1996 | 2017         |
| Tschechien         | Libor Hájek          | D    | 4. Feb. 1998  | 2018         |
| Vereinigte Staaten | Ryan Lindgren        | D    | 11. Feb. 1998 | 2018         |
| Vereinigte Staaten | Jacob Trouba         | D    | 26. Feb. 1994 | 2019         |
| Russland           | Pawel Butschnewitsch | LW   | 17. Apr. 1995 | 2016         |
| Tschechien         | Filip Chytil         | C    | 5. Sep. 1999  | 2017         |
| Vereinigte Staaten | Chris Kreider        | LW   | 30. Apr. 1991 | 2012         |
| Russland           | Artemi Panarin       | LW   | 30. Okt. 1991 | 2019         |
| Vereinigte Staaten | Kevin Rooney         | C    | 21. Mai 1993  | 2020         |
| Kanada             | Ryan Strome          | C    | 11. Juli 1993 | 2018         |
| Schweden           | Mika Zibanejad       | C    | 18. Apr. 1993 | 2016         |

| Nat.                      | Spieler          | Pos. | Geburtsdatum  | in Org. seit |
| ------------------------- | ---------------- | ---- | ------------- | ------------ |
| Schweden                  | Filip Gustavsson | G    | 7. Juni 1998  | 2018         |
| Kanada                    | Thomas Chabot    | D    | 30. Jan. 1997 | 2015         |
| Kanada                    | Victor Mete      | D    | 7. Juni 1998  | 2021         |
| Russland                  | Nikita Saizew    | D    | 29. Okt. 1991 | 2019         |
| Kanada Vereinigte Staaten | Drake Batherson  | RW   | 27. Apr. 1998 | 2017         |
| Kanada                    | Connor Brown     | RW   | 14. Jan. 1994 | 2019         |
| Kanada Vereinigte Staaten | Logan Brown      | C    | 5. März 1998  | 2016         |
| Kanada                    | Nick Paul        | LW   | 20. März 1995 | 2014         |
| Vereinigte Staaten        | Brady Tkachuk    | LW   | 16. Sep. 1999 | 2018         |
| Vereinigte Staaten        | Austin Watson    | LW   | 13. Jan. 1992 | 2020         |
| Vereinigte Staaten        | Colin White      | C    | 30. Jan. 1997 | 2017         |

| Nat.                      | Spieler            | Pos. | Geburtsdatum  | in Org. seit |
| ------------------------- | ------------------ | ---- | ------------- | ------------ |
| Kanada                    | Carter Hart        | G    | 13. Aug. 1998 | 2016         |
| Kanada                    | Ryan Ellis         | D    | 3. Jan. 1991  | 2021         |
| Russland                  | Iwan Proworow      | D    | 13. Jan. 1997 | 2015         |
| Kanada                    | Travis Sanheim     | D    | 29. März 1996 | 2014         |
| Kanada                    | Nicolas Aubé-Kubel | RW   | 10. Mai 1996  | 2014         |
| Kanada Vereinigte Staaten | Sean Couturier     | C    | 7. Dez. 1992  | 2011         |
| Kanada                    | Claude Giroux      | C    | 12. Jan. 1988 | 2009         |
| Vereinigte Staaten        | Kevin Hayes        | RW   | 8. Mai 1992   | 2019         |
| Kanada                    | Travis Konecny     | C    | 11. März 1997 | 2016         |
| Kanada                    | Scott Laughton     | C    | 30. Mai 1994  | 2012         |
| Schweden                  | Oskar Lindblom     | LW   | 15. Aug. 1996 | 2017         |

| Nat.               | Spieler         | Pos. | Geburtsdatum  | in Org. seit |
| ------------------ | --------------- | ---- | ------------- | ------------ |
| Kanada             | Tristan Jarry   | G    | 29. Apr. 1995 | 2013         |
| Vereinigte Staaten | Brian Dumoulin  | D    | 6. Sep. 1991  | 2012         |
| Kanada             | Kris Letang     | D    | 24. Apr. 1987 | 2007         |
| Kanada             | Mike Matheson   | D    | 27. Feb. 1994 | 2020         |
| Lettland           | Teodors Bļugers | C    | 15. Aug. 1994 | 2016         |
| Kanada             | Jeff Carter     | C    | 1. Jan. 1985  | 2021         |
| Kanada             | Sidney Crosby   | C    | 7. Aug. 1987  | 2005         |
| Vereinigte Staaten | Jake Guentzel   | C    | 6. Okt. 1994  | 2016         |
| Finnland           | Kasperi Kapanen | RW   | 23. Juli 1996 | 2020         |
| Russland           | Jewgeni Malkin  | C    | 31. Juli 1986 | 2006         |
| Vereinigte Staaten | Bryan Rust      | RW   | 11. Mai 1992  | 2014         |

| Nat.               | Spieler             | Pos. | Geburtsdatum  | in Org. seit |
| ------------------ | ------------------- | ---- | ------------- | ------------ |
| Russland           | Andrei Wassilewski  | G    | 25. Juli 1994 | 2014         |
| Slowakei           | Erik Černák         | D    | 28. Mai 1997  | 2017         |
| Schweden           | Victor Hedman       | D    | 18. Dez. 1990 | 2009         |
| Vereinigte Staaten | Ryan McDonagh       | D    | 13. Juni 1989 | 2018         |
| Russland           | Michail Sergatschow | D    | 25. Juni 1998 | 2017         |
| Kanada             | Anthony Cirelli     | C    | 15. Juli 1997 | 2016         |
| Russland           | Nikita Kutscherow   | RW   | 17. Juni 1993 | 2013         |
| Kanada             | Brayden Point       | C    | 13. März 1996 | 2016         |
| Kanada             | Steven Stamkos      | C    | 7. Feb. 1990  | 2008         |

| Nat.                      | Spieler          | Pos. | Geburtsdatum  | in Org. seit |
| ------------------------- | ---------------- | ---- | ------------- | ------------ |
| Vereinigte Staaten        | Jack Campbell    | G    | 9. Jan. 1992  | 2020         |
| Kanada                    | T. J. Brodie     | D    | 7. Juni 1990  | 2020         |
| Vereinigte Staaten        | Justin Holl      | D    | 30. Jan. 1992 | 2016         |
| Kanada                    | Jake Muzzin      | D    | 21. Feb. 1989 | 2019         |
| Kanada                    | Morgan Rielly    | D    | 9. März 1994  | 2013         |
| Kanada                    | Mitchell Marner  | LW   | 5. Mai 1997   | 2016         |
| Vereinigte Staaten Mexiko | Auston Matthews  | C    | 17. Sep. 1997 | 2016         |
| Schweden Kanada           | William Nylander | C    | 1. Mai 1996   | 2016         |
| Kanada                    | John Tavares     | C    | 20. Sep. 1990 | 2018         |

| Nat.               | Spieler             | Pos. | Geburtsdatum  | in Org. seit |
| ------------------ | ------------------- | ---- | ------------- | ------------ |
| Russland           | Ilja Samsonow       | G    | 22. Feb. 1997 | 2018         |
| Vereinigte Staaten | John Carlson        | D    | 10. Jan. 1990 | 2009         |
| Russland           | Dmitri Orlow        | D    | 23. Juli 1991 | 2011         |
| Vereinigte Staaten | Trevor van Riemsdyk | D    | 24. Juli 1991 | 2020         |
| Schweden           | Nicklas Bäckström   | C    | 23. Nov. 1987 | 2007         |
| Danemark           | Lars Eller          | C    | 8. Mai 1989   | 2016         |
| Russland           | Jewgeni Kusnezow    | C    | 19. Mai 1992  | 2014         |
| Kanada             | Anthony Mantha      | RW   | 16. Sep. 1994 | 2021         |
| Vereinigte Staaten | T. J. Oshie         | RW   | 23. Dez. 1986 | 2015         |
| Niederlande        | Daniel Sprong       | RW   | 17. März 1997 | 2020         |
| Kanada             | Tom Wilson          | RW   | 29. März 1994 | 2012         |

## Western Conference
| Nat.                      | Spieler             | Pos. | Geburtsdatum  | in Org. seit |
| ------------------------- | ------------------- | ---- | ------------- | ------------ |
| Vereinigte Staaten        | John Gibson         | G    | 14. Juli 1993 | 2012         |
| Kanada Vereinigte Staaten | Cam Fowler          | D    | 5. Dez. 1991  | 2010         |
| Schweden                  | Hampus Lindholm     | D    | 20. Jan. 1994 | 2012         |
| Kanada                    | Josh Manson         | D    | 7. Okt. 1991  | 2014         |
| Kanada                    | Nicolas Deslauriers | LW   | 22. Feb. 1991 | 2019         |
| Vereinigte Staaten        | Max Jones           | LW   | 17. Feb. 1998 | 2016         |
| Schweden                  | Isac Lundeström     | C    | 6. Nov. 1999  | 2018         |
| Schweden                  | Rickard Rakell      | C    | 5. Mai 1993   | 2012         |
| Schweden                  | Jakob Silfverberg   | RW   | 13. Okt. 1990 | 2013         |
| Kanada                    | Sam Steel           | C    | 3. Feb. 1998  | 2016         |
| Vereinigte Staaten        | Troy Terry          | RW   | 10. Sep. 1997 | 2018         |

| Nat.                      | Spieler              | Pos. | Geburtsdatum  | in Org. seit |
| ------------------------- | -------------------- | ---- | ------------- | ------------ |
| Kanada                    | Darcy Kuemper        | G    | 5. Mai 1990   | 2018         |
| Kanada                    | Kyle Capobianco      | D    | 13. Aug. 1997 | 2016         |
| Vereinigte Staaten Kanada | Jakob Chychrun       | D    | 31. März 1998 | 2016         |
| Schweden                  | Oliver Ekman Larsson | D    | 17. Juli 1991 | 2010         |
| Kanada                    | Lawson Crouse        | LW   | 23. Juni 1997 | 2016         |
| Vereinigte Staaten        | Christian Dvorak     | LW   | 2. Feb. 1996  | 2015         |
| Vereinigte Staaten        | Conor Garland        | RW   | 11. März 1996 | 2015         |
| Vereinigte Staaten        | Clayton Keller       | C    | 29. Juli 1998 | 2017         |
| Vereinigte Staaten        | Phil Kessel          | RW   | 2. Okt. 1987  | 2019         |
| Schweden                  | Johan Larsson        | LW   | 25. Juli 1992 | 2020         |
| Vereinigte Staaten        | Nick Schmaltz        | C    | 23. Feb. 1996 | 2018         |

| Nat.               | Spieler           | Pos. | Geburtsdatum  | in Org. seit |
| ------------------ | ----------------- | ---- | ------------- | ------------ |
| Schweden           | Jacob Markström   | G    | 31. Jan. 1990 | 2020         |
| Schweden           | Rasmus Andersson  | D    | 27. Okt. 1996 | 2015         |
| Vereinigte Staaten | Noah Hanifin      | D    | 25. Jan. 1997 | 2018         |
| Kanada             | Christopher Tanev | D    | 20. Dez. 1989 | 2020         |
| Schweden           | Mikael Backlund   | C    | 17. März 1989 | 2008         |
| Kanada             | Dillon Dubé       | C    | 20. Juli 1998 | 2017         |
| Vereinigte Staaten | Johnny Gaudreau   | LW   | 13. Aug. 1993 | 2014         |
| Schweden           | Elias Lindholm    | C    | 2. Dez. 1994  | 2018         |
| Kanada             | Andrew Mangiapane | LW   | 4. Apr. 1996  | 2016         |
| Kanada             | Sean Monahan      | C    | 12. Okt. 1994 | 2013         |
| Vereinigte Staaten | Matthew Tkachuk   | LW   | 11. Dez. 1997 | 2016         |

| Nat.               | Spieler          | Pos. | Geburtsdatum  | in Org. seit |
| ------------------ | ---------------- | ---- | ------------- | ------------ |
| Finnland           | Kevin Lankinen   | G    | 28. Apr. 1995 | 2018         |
| Vereinigte Staaten | Caleb Jones      | D    | 6. Juni 1997  | 2021         |
| Vereinigte Staaten | Connor Murphy    | D    | 26. März 1993 | 2017         |
| Kanada             | Riley Stillman   | D    | 9. März 1998  | 2021         |
| Finnland           | Henrik Borgström | C    | 6. Aug. 1997  | 2021         |
| Vereinigte Staaten | Alex DeBrincat   | RW   | 18. Dez. 1997 | 2016         |
| Kanada             | Brandon Hagel    | LW   | 27. Aug. 1998 | 2018         |
| Tschechien         | David Kämpf      | C    | 12. Jan. 1995 | 2017         |
| Vereinigte Staaten | Patrick Kane     | RW   | 19. Nov. 1988 | 2007         |
| Kanada             | Dylan Strome     | C    | 7. März 1997  | 2018         |
| Kanada             | Jonathan Toews   | C    | 29. Apr. 1988 | 2007         |

| Nat.                      | Spieler              | Pos. | Geburtsdatum  | in Org. seit |
| ------------------------- | -------------------- | ---- | ------------- | ------------ |
| Deutschland               | Philipp Grubauer     | G    | 25. Nov. 1991 | 2018         |
| Kanada                    | Samuel Girard        | D    | 12. Mai 1998  | 2017         |
| Kanada                    | Cale Makar           | D    | 30. Okt. 1998 | 2019         |
| Kanada                    | Devon Toews          | D    | 21. Feb. 1994 | 2020         |
| Schweden                  | André Burakovsky     | LW   | 9. Feb. 1995  | 2019         |
| Kanada                    | Tyson Jost           | C    | 14. März 1998 | 2017         |
| Kanada                    | Nazem Kadri          | C    | 6. Okt. 1990  | 2019         |
| Kanada                    | Nathan MacKinnon     | C    | 1. Sep. 1995  | 2013         |
| Russland                  | Waleri Nitschuschkin | RW   | 4. März 1995  | 2019         |
| Kanada Vereinigte Staaten | Logan O’Connor       | RW   | 14. Aug. 1996 | 2018         |
| Finnland                  | Mikko Rantanen       | RW   | 29. Okt. 1996 | 2015         |

| Nat.               | Spieler           | Pos. | Geburtsdatum  | in Org. seit |
| ------------------ | ----------------- | ---- | ------------- | ------------ |
| Russland           | Anton Chudobin    | G    | 7. Mai 1986   | 2018         |
| Finnland           | Miro Heiskanen    | D    | 18. Juli 1999 | 2017         |
| Schweden           | John Klingberg    | D    | 14. Aug. 1992 | 2011         |
| Finnland           | Esa Lindell       | D    | 23. Mai 1994  | 2014         |
| Kanada             | Jamie Benn        | LW   | 18. Juli 1989 | 2009         |
| Tschechien         | Radek Faksa       | C    | 9. Jan. 1994  | 2012         |
| Russland           | Denis Gurjanow    | RW   | 7. Juni 1997  | 2016         |
| Finnland           | Roope Hintz       | LW   | 17. Nov. 1996 | 2017         |
| Vereinigte Staaten | Joe Pavelski      | C    | 11. Juli 1984 | 2019         |
| Russland           | Alexander Radulow | RW   | 5. Juli 1986  | 2017         |
| Kanada             | Tyler Seguin      | C    | 31. Jan. 1992 | 2013         |

| Nat.                      | Spieler             | Pos. | Geburtsdatum  | in Org. seit |
| ------------------------- | ------------------- | ---- | ------------- | ------------ |
| Kanada                    | Stuart Skinner      | G    | 1. Nov. 1998  | 2018         |
| Kanada                    | Ethan Bear          | D    | 26. Juni 1997 | 2016         |
| Kanada                    | Duncan Keith        | D    | 16. Juli 1983 | 2021         |
| Kanada                    | Darnell Nurse       | D    | 4. Feb. 1995  | 2013         |
| Kanada Vereinigte Staaten | Josh Archibald      | RW   | 6. Okt. 1992  | 2019         |
| Deutschland               | Leon Draisaitl      | C    | 27. Okt. 1995 | 2014         |
| Kanada                    | Zack Kassian        | RW   | 24. Jan. 1991 | 2015         |
| Kanada                    | Connor McDavid      | C    | 13. Jan. 1997 | 2015         |
| Kanada                    | Ryan Nugent-Hopkins | C    | 12. Apr. 1993 | 2011         |
| Schweden Finnland         | Jesse Puljujärvi    | RW   | 7. Mai 1998   | 2016         |
| Vereinigte Staaten        | Kailer Yamamoto     | RW   | 29. Sep. 1998 | 2017         |

| Nat.               | Spieler          | Pos. | Geburtsdatum  | in Org. seit |
| ------------------ | ---------------- | ---- | ------------- | ------------ |
| Vereinigte Staaten | Cal Petersen     | G    | 19. Okt. 1994 | 2017         |
| Kanada             | Drew Doughty     | D    | 8. Dez. 1989  | 2008         |
| Vereinigte Staaten | Matt Roy         | D    | 1. März 1995  | 2017         |
| Kanada             | Sean Walker      | D    | 13. Nov. 1994 | 2018         |
| Schweden           | Lias Andersson   | C    | 13. Okt. 1998 | 2020         |
| Schweden           | Viktor Arvidsson | RW   | 8. Apr. 1993  | 2021         |
| Vereinigte Staaten | Dustin Brown     | RW   | 4. Nov. 1984  | 2003         |
| Vereinigte Staaten | Alex Iafallo     | C    | 21. Dez. 1993 | 2017         |
| Schweden           | Adrian Kempe     | LW   | 13. Sep. 1996 | 2015         |
| Slowenien          | Anže Kopitar     | C    | 24. Aug. 1987 | 2006         |
| Vereinigte Staaten | Trevor Moore     | LW   | 31. März 1995 | 2020         |

| Nat.                      | Spieler          | Pos. | Geburtsdatum  | in Org. seit |
| ------------------------- | ---------------- | ---- | ------------- | ------------ |
| Kanada                    | Cam Talbot       | G    | 5. Juli 1987  | 2020         |
| Schweden                  | Jonas Brodin     | D    | 12. Juli 1993 | 2011         |
| Kanada                    | Matt Dumba       | D    | 25. Juli 1994 | 2012         |
| Kanada                    | Jared Spurgeon   | D    | 29. Nov. 1989 | 2010         |
| Schweden                  | Joel Eriksson Ek | C    | 29. Jan. 1997 | 2015         |
| Schweiz                   | Kevin Fiala      | LW   | 22. Juli 1996 | 2019         |
| Kanada Vereinigte Staaten | Marcus Foligno   | LW   | 10. Aug. 1991 | 2017         |
| Vereinigte Staaten        | Jordan Greenway  | LW   | 16. Feb. 1997 | 2018         |
| Vereinigte Staaten        | Ryan Hartman     | RW   | 20. Sep. 1994 | 2019         |
| Deutschland               | Nico Sturm       | C    | 3. Mai 1995   | 2019         |
| Norwegen                  | Mats Zuccarello  | RW   | 1. Sep. 1987  | 2019         |

| Nat.               | Spieler           | Pos. | Geburtsdatum  | in Org. seit |
| ------------------ | ----------------- | ---- | ------------- | ------------ |
| Finnland           | Juuse Saros       | G    | 19. Apr. 1995 | 2015         |
| Kanada             | Alexandre Carrier | D    | 8. Okt. 1996  | 2015         |
| Schweden           | Mattias Ekholm    | D    | 24. Mai 1990  | 2011         |
| Kanada             | Dante Fabbro      | D    | 20. Juni 1998 | 2019         |
| Schweiz            | Roman Josi        | D    | 1. Juni 1990  | 2010         |
| Kanada             | Philippe Myers    | D    | 25. Jan. 1997 | 2021         |
| Schweden           | Filip Forsberg    | RW   | 13. Aug. 1994 | 2013         |
| Kanada             | Tanner Jeannot    | LW   | 29. Mai 1997  | 2018         |
| Vereinigte Staaten | Luke Kunin        | C    | 4. Dez. 1997  | 2020         |

| Nat.               | Spieler             | Pos. | Geburtsdatum  | in Org. seit |
| ------------------ | ------------------- | ---- | ------------- | ------------ |
| Kanada             | Adin Hill           | G    | 11. Mai 1996  | 2021         |
| Kanada             | Brent Burns         | D    | 9. März 1985  | 2011         |
| Schweden           | Erik Karlsson       | D    | 31. Mai 1990  | 2018         |
| Kanada             | Marc-Édouard Vlasic | D    | 30. März 1987 | 2006         |
| Lettland           | Rūdolfs Balcers     | LW   | 8. Apr. 1997  | 2021         |
| Kanada             | Logan Couture       | C    | 28. März 1989 | 2010         |
| Schweden           | Jonathan Dahlén     | LW   | 20. Dez. 1997 | 2021         |
| Tschechien         | Tomáš Hertl         | C    | 12. Nov. 1993 | 2013         |
| Kanada             | Evander Kane        | LW   | 2. Aug. 1991  | 2018         |
| Vereinigte Staaten | Kevin Labanc        | RW   | 12. Dez. 1995 | 2016         |
| Schweiz            | Timo Meier          | RW   | 8. Okt. 1996  | 2016         |

| Nat.               | Spieler           | Pos. | Geburtsdatum  | in Org. seit |
| ------------------ | ----------------- | ---- | ------------- | ------------ |
| Kanada             | Jordan Binnington | G    | 11. Juli 1993 | 2012         |
| Vereinigte Staaten | Justin Faulk      | D    | 20. März 1992 | 2019         |
| Vereinigte Staaten | Torey Krug        | D    | 12. Apr. 1991 | 2020         |
| Kanada             | Colton Parayko    | D    | 12. Mai 1993  | 2015         |
| Russland           | Iwan Barbaschow   | C    | 14. Dez. 1995 | 2014         |
| Kanada             | Jordan Kyrou      | C    | 5. Mai 1998   | 2016         |
| Kanada             | Ryan O’Reilly     | C    | 7. Feb. 1991  | 2018         |
| Kanada             | David Perron      | LW   | 28. Mai 1988  | 2018         |
| Kanada             | Brayden Schenn    | C    | 22. Aug. 1991 | 2017         |
| Schweden           | Oskar Sundqvist   | C    | 23. März 1994 | 2017         |
| Kanada             | Robert Thomas     | C    | 2. Juli 1999  | 2017         |

| Nat.                      | Spieler          | Pos. | Geburtsdatum  | in Org. seit |
| ------------------------- | ---------------- | ---- | ------------- | ------------ |
| Vereinigte Staaten        | Thatcher Demko   | G    | 8. Dez. 1995  | 2016         |
| Finnland                  | Olli Juolevi     | D    | 5. Mai 1998   | 2016         |
| Kanada Vereinigte Staaten | Tyler Myers      | D    | 1. Feb. 1990  | 2019         |
| Vereinigte Staaten        | Nate Schmidt     | D    | 16. Juli 1991 | 2020         |
| Vereinigte Staaten        | Brock Boeser     | RW   | 25. Feb. 1997 | 2017         |
| Kanada                    | Jason Dickinson  | RW   | 4. Juli 1995  | 2021         |
| Kanada                    | Bo Horvat        | C    | 5. Apr. 1995  | 2013         |
| Vereinigte Staaten        | J. T. Miller     | C    | 14. März 1993 | 2019         |
| Vereinigte Staaten        | Tyler Motte      | C    | 10. März 1995 | 2018         |
| Kanada                    | Tanner Pearson   | LW   | 10. Aug. 1992 | 2019         |
| Schweden                  | Elias Pettersson | C    | 12. Nov. 1998 | 2018         |

| Nat.                      | Spieler           | Pos. | Geburtsdatum  | in Org. seit |
| ------------------------- | ----------------- | ---- | ------------- | ------------ |
| Vereinigte Staaten        | Connor Hellebuyck | G    | 19. Mai 1993  | 2014         |
| Kanada                    | Josh Morrissey    | D    | 28. März 1995 | 2015         |
| Vereinigte Staaten        | Neal Pionk        | D    | 29. Juli 1995 | 2019         |
| Kanada                    | Logan Stanley     | D    | 26. Mai 1998  | 2016         |
| Vereinigte Staaten        | Kyle Connor       | LW   | 9. Dez. 1996  | 2016         |
| Vereinigte Staaten        | Andrew Copp       | C    | 8. Juli 1994  | 2015         |
| Kanada Vereinigte Staaten | Pierre-Luc Dubois | C    | 24. Juni 1998 | 2021         |
| Danemark                  | Nikolaj Ehlers    | RW   | 14. Feb. 1996 | 2014         |
| Kanada Vereinigte Staaten | Adam Lowry        | LW   | 29. März 1993 | 2013         |
| Kanada                    | Mark Scheifele    | C    | 15. März 1993 | 2011         |
| Vereinigte Staaten        | Blake Wheeler     | RW   | 31. Aug. 1986 | 2011         |